# Hechtia pretiosa
Hechtia pretiosa är en gräsväxtart som beskrevs av Mario Adolfo Espejo Serna och López-ferr. Hechtia pretiosa ingår i släktet Hechtia och familjen Bromeliaceae. Inga underarter finns listade i Catalogue of Life.